# مصعب حسن يوسف
مصعب حسن يوسف داوود خليل (مواليد 1978) هو فلسطيني وابن القيادي في حركة حماس الشيخ حسن يوسف، وجاسوس سابق لدى إسرائيل، تبرأ عنه والده الشيخ حسن يوسف بعد أن ارتد عن الإسلام وأعتنق المسيحية. وفي مارس 2010، قام بنشر سيرته في كتاب بعنوان «ابن حماس»، الذي تحول إلى فيلم بعنوان الأمير الأخضر، أنتج سنة 2014.

## علاقته مع إسرائيل
يعتقد بأنه عمل جاسوساً لدولة إسرائيل، فقد بدأ كما قال أنه أراد أن يكون عميلاً مزدوجاً إلا أنه بعد سنتين أصبح يعمل لصالح الموساد فقط.[بحاجة لمصدر]

### حماس تراقبه
قال والده الشيخ حسن يوسف في بيان أصدره من السجن عام 2010 إن نجله مصعب كان تحت مراقبته الشخصية وكذا حركة حماس بعد تعرضه لابتزاز المخابرات الإسرائيلية (الموساد) عام 1996.

### مصعب لم يعمل مع حماس
بعد تعرضه لابتزاز المخابرات الإسرائيلية (الموساد) عام 1996 تم تحذير أبناء حركة حماس منه، وقال أبوه حسن يوسف إن ابنه مصعب لم يكن عضوا فاعلا في حماس.
وكانت صحيفة هآرتس الإسرائيلية قد زعمت إن مصعب عمل مع الموساد، وهو ما اعتبرته حماس مجرد مكيدة ومحاولة لتشويه صورة الحركة وقيادتها بعد الفضيحة التي مني بها الموساد في قضية اغتيال القيادي بحماس محمود المبحوح في دبي قبل نحو شهر من هذا الامر.
وذكرت هآرتس أن مصعب عمل لصالح الموساد على مدار عقد كامل وإنه كشف وأحبط العديد من العمليات التي خططت حماس لتنفيذها.
وقد قال في مقابلة مع BBC «إنه لم يكن عضوا في حماس لكنه استطاع حل الكثير من الالغاز وتحليل الكثير من الامور مضيفا أن الكثير من وسائل الاعلام صورته على انه بمثابة العميل البريطاني الشهير» جيمس بوند«لكنه ليس مسؤولا عن ذلك، مضيفا أنه كان مطلوبا منه ان يكون قريبا من حماس وليس الانخراط في أنشطتها بشكل كامل.»

## الارتداد عن الإسلام وإعتناق المسيحية
تحول إلى المسيحية وانتقل للعيش في ولاية كاليفوريا الأمريكية، وقد منحت على طلبه للحصول على اللجوء السياسي في الولايات المتحدة في انتظار فحص خلفية روتينية يوم 30 يونيو، 2010. كان لقضية تحوله وقعاً تأرجح بين الحقيقة والإشاعة، فضلاً عن أن الخبر شكل نوعاً من الصدمة لوالده الناشط في الحركة الإسلامية وصاحب الدور في الانتفاضة وعلاقاته مع الفصائل الفلسطينية.
في عام 1999، اجتمع يوسف مع أحد المبشرين البريطانيين الذي قدمه إلى المسيحية. بين عامي 1999 و 2000، يوسف اعتنق المسيحية تدريجيا. في عام 2005، قد عمد سرا في تل أبيب من قبل سائح مسيحي. غادر الضفة الغربية لصالح الولايات المتحدة في عام 2007 وعاش بعض الوقت في سان دييغو، كاليفورنيا، حيث انضم إلى الكنيسة طريق باراباس.
في آب 2008، كشف يوسف علانية اعتناقة للمسيحية وتخليه عن الإسلام وعن حماس والقيادة العربية. يوسف أعلن أيضا أن هدفه هو تحقيق السلام في الشرق الأوسط وأنه لا يزال يأمل في العودة إلى إسرائيل عندما يكون هناك سلام.

## تبرّأ منه والده
أعلن والده بداية عام 2010 البراءة من نجله مصعب المغترب آنذاك بالولايات المتحدة حيث قال:

وقال والده الشيخ حسن يوسف المعتقل بسجن النقب آنذاك في رسالته: 

### تضامن إسلامي مع والده الشيخ حسن يوسف
تضامن مع الشيخ حسن يوسف -المعتقـل في السجون الإسرائيلية آنذاك- الكثير من اطياف الشعب الفلسطيني والإسلامي والعديد من الدعاة والقادة بعد تبرؤه من ابنه، وكان منهم الشيخ الداعية حامد العلي:

## ليس له علاقة بالفيلم المسيئ لنبي الإسلام
نفى علاقته بالفيلم المسيء للنبي محمد ﷺ في عام 2012 بعد أن أتهم بأنه قد أدى دوراً فيه.

## وصلات خارجية
- تقرير حول ملابسات تحوّل مصعب حسن يوسف من الإسلام إلى المسيحية
- (فيديو) (بي بي سي عربي) في حوار مع مصعب في برنامج (في الصميم) على يوتيوب
- مقالة من الهاريتز الاسرائيليه حول تحول مصعب من دعم قيام دولة فلسطينية إلى عكس ذلك والدعوة لشرعية المستوطنات